# Lurkevattnet
Lurkevattnet är en sjö i Haldens kommun, Norge och Strömstads kommun i Bohuslän, Sverige och ingår i Strömsåns huvudavrinningsområde. Sjön har en area på 0,0342 kvadratkilometer (3,42 hektar) och ligger 160,2 meter över havet.

## Delavrinningsområde
Lurkevattnet ingår i det delavrinningsområde (654139-124750) som SMHI kallar för Vid Q i Län punkt. Medelhöjden är 143 meter över havet och ytan är 13,71 kvadratkilometer. Det finns ett avrinningsområde uppströms, och räknas det in blir den ackumulerade arean 22,39 kvadratkilometer. Avrinningsområdets utflöde Strömsån mynnar i havet. Avrinningsområdet består mestadels av skog (80 %) och öppen mark (16 %). Avrinningsområdet har 0,19 kvadratkilometer vattenytor vilket ger det en sjöprocent på 1,4 %.